# Disney Branded Television
Disney Branded Television — подразделение Disney General Entertainment Content, курирующее процессы разработки и производства контента, ориентированного на детей, подростков и семьи, для Disney+, Disney Channel, Disney Junior и Disney XD, а раннее также для Toon Disney, Jetix и Playhouse Disney. Помимо этого, отделение отвечает за все безсценарные программы и спецвыпуски на Disney+ и Disney Channel.
До образования Disney Branded Television всеми телевизионными сетями Disney управляла Disney Channels Worldwide, занимавшаяся этим вплоть до своего разделения 14 марта 2018 года. Американское подразделение Disney Channels Worldwide отвечало за Disney Channel и Radio Disney, в то время как международное управляло различными детскими и семейными телеканалами за пределами США, в том числе Disney International HD, Dlife и Hungama TV.
Disney Channel изначально был запущен в США в 1983 году как канал премиум-класса, однако в дальнейшем был переориентирован на базовый сегмента телевещания. В дальнейшем трансляция Disney Channel расширилось и на международный уровень за счёт запуска различных страновых и региональных версий канала, а также благодаря соглашениям об использовании диснеевских лицензионных программ каналами, не относящимися к бренду Disney Channel.

## История

### Walt Disney Entertainment, Inc.
10 ноября 1981 года компании Walt Disney Productions и Westinghouse Broadcasting объявили о планах совместно запустить сервис кабельного телевидения, ориентированный на семьи с детьми. В 1982 году Disney нанял Алана Вагнера, чтобы он руководил созданием и развитием нового канала. 15 июля 1982 года Disney учредил компанию Walt Disney Entertainment, Inc., которая 28 января 1983 года была переименована в The Disney Channel, Inc.

### The Disney Channel, Inc.
Disney Channel был запущен в 1983 году, как канал премиум-класса с 16-часовым форматом вещания. К январю 1985 года проект стал прибыльным. 1 сентября 1990 года Disney Channel при поддержке TCI Montgomery Cablevision начал переход на базовый уровень кабельного вещания. В марте 1995 года региональная версия канала была запущена на Тайване, а в октябре того же года — в Великобритании.

### Disney Channel, Inc.
29 сентября 1997 года название компании было сокращенно до Disney Channel, Inc. В 1996 году Disney нанял для развития канала Джеральдину Лейборн, ранее работавшую в Nickelodeon. В декабре 1997 года был анонсирован канал базового уровня вещания Toon Disney, основным контентом которого стали анимационные диснеевские программы. Сам канал был запущен 18 апреля 1998 года, в день 15-летия Disney Channel. По состоянию на 1998 год большинство международных версий Disney Channel являлись платными, версии для Тайваня и Малайзии поддерживались за счёт рекламы, а версия США являлось базовой услугой телевещания.
В 2000 году в Великобритании был запущен канал Playhouse Disney, ориентированный на детей дошкольного возраста. Одноимённая рубрика была также запущена и на американском Disney Channel в 1997 году. В 2001 году Disney рассматривал возможность выделения Playhouse Disney в отдельный канал на территории США к 2002 году.

### ABC Cable Networks Group
31 января 2001 года Disney Channel, Inc. сменила название на ABC Cable Networks Group, Inc. В октябре 2003 года ABC Family Worldwide была переведена из непосредственного управления главного операционного директора Disney Боба Игера в состав ABC Cable Networks Group. В начале 2004 года руководители подразделения, отвечающего за оригинальные программы Disney Channel, временно возглавили и отдел оригинальных программ ABC Family, так как два руководителя данного канала покинули свои должности.
В январе 2004 года компании Fox Kids Europe, Fox Kids Latin America и ABC Cable Networks Group совместно создали канал Jetix, который являлся приемником канала Fox Kids и транслировал медиаконтент всех трёх компаний. 27 сентября 2004 года в Великобритании был запущен телеканал ABC1, работающий на платформе цифрового террестриального телевидения.

### Disney Channels Worldwide
В ноябре 2005 года Барри Блюмберг ушёл с поста президента Walt Disney Television Animation, чтобы позволить осуществить запланированный перевод данного подразделения в состав Disney Channels Worldwide. В 2006 году Disney Television India приобрела Hungama TV у компании UTV Software Communications Limited. В марте 2006 года в Великобритании и Западной Европе начала вещание группа каналов под брендом Disney Cinemagic. 26 сентября 2007 года телеканал ABC1 прекратил своё вещание на всех телевизионных платформах в Великобритании.
В феврале 2008 года Walt Disney Company Iberia приобрела 20% испанской компании Management Company Television Net TV SA (также известной как NET TV). В конце мая 2008 года было объявлено о переходе Disney Channel в цифровое эфирное пространство, где он заменил канал Fly Music от NET TV.
В марте 2008 года японское подразделение Disney Channels Worldwide, Walt Disney Television International Japan, начало производство собственных анимационных сериалов, вступительные серии которых дебютировали на Tokyo International Anime Fair 2008. Первыми проектами подразделения стали мультсериалы «Стич!», созданный совместно с Madhouse Company, и «Fireball», выпущенный при поддержки Jinni's Animation Studios.
После того как две знаменитости Disney Channel попали в несколько скандалов в 2009 году, Disney Channels Worldwide начал проводить специальные занятия для своих молодых звёзд, чтобы они могли лучше адаптироваться к влиянию популярности на их жизнь. В 2014 году занятия были расширенные за счёт добавления ежемесячной практики по развитию жизненных навыков.
В 2009 году место Toon Disney в США занял новый канал Disney XD, который позже был запущен и в других странах, заменив собой Jetix. В апреле 2009 года Disney Channels Worldwide организовал подразделение Broadcast Satellite Disney, ответственное за создание и развитие ориентированного на женщин и семьи канала Dlife, который был запущен в октябре 2010 года.
26 мая 2010 года Disney-ABC Television Group объявила о запуске канала Disney Junior, ориентированного на детей дошкольного возраста. Новый канал заменил утренний блок Playhouse Disney на Disney Channel в феврале 2011 года, а также канал Soapnet в январе 2012 года. Все 22 канала Playhouse Disney за пределами США также были переименованы в Disney Junior в течение 2011 года.